# Tauschia infernicola
Tauschia infernicola är en flockblommig växtart som beskrevs av Lincoln Constance och Affolter. Tauschia infernicola ingår i släktet Tauschia och familjen flockblommiga växter. Inga underarter finns listade i Catalogue of Life.